# Le Riche et le Pauvre (série télévisée, 1982)
Pour les articles homonymes, voir Riche (homonymie).
Le Riche et le Pauvre (Turtuolis, vargšas..., Богач, бедняк…) est un feuilleton télévisé soviétique en quatre épisodes, créé d'après un roman d'Irwin Shaw par Arūnas Žebriūnas et diffusé en 1982.

## Distribution
- Liubomiras Laucevicius : Axel Jordache, boulanger d'origine allemande, vétéran de guerre
- Rūta Staliliūnaitė : Mary Jordache, femme d'Axel
- Georgy Taratorkine : Rudy Jordache, fils d'Axel et Mary
- Remigijus Sabulis : Tom Jordache, fils cadet d'Axel et Mary
- Nelė Savičenko : Greta Jordache, fille d'Axel et Mary
- Regimantas Adomaitis : Teddy Boylan, homme d'affaires
- Jūratė Onaitytė : Jinn, femme de Rudy Jordache
- Gediminas Girdvainis : Dwayer
- Juozas Budraitis : Bill Denton
- Mirdza Martinsone : Kate Jordache, femme de Tom
- Arnis Līcītis : Colin, cinéaste, mari de Greta Jordache
- Vytautas Tomkus : Joe, policier
- Romualdas Ramanauskas : Willie Abbott
- Dzidra Ritenberga : Mme Lucia
- Audris Mečislovas Chadaravičius : gynécologue
- Vaiva Mainelytė : professeur de français de Rudy

## Fiche technique
- Titre original : Turtuolis, vargšas...
- Réalisation : Arūnas Žebriūnas
- Producteur : Lietuvos kino studija